# Partit Democristià (Noruega)
El Partit Democristià (noruec Kristelig Folkeparti KrF) és un partit polític de Noruega d'ideologia democristiana, fundat el 1933 i dirigit per Knut Arild Hareide.
El seu líder des de 1983 fins al 1995, Kjell Magne Bondevik, va ser una de les figures polítiques modernes més destacades a Noruega, tot arribant al càrrec de Primer Ministre durant els anys 1997 i 2000 i també entre 2001 i 2005.
El partit és membre observador del Partit Popular Europeu (PPE), ja que Noruega no és estat membre de la Unió Europea.

## Ideari polític
Econòmicament i social manté posicions conservadores, oposant-se a l'eutanàsia i l'avortament, encara que en són comprensius en casos de violació i alt risc per a la mare. Dona suport a l'accessibilitat a l'anticoncepció com una forma de reduir les taxes d'avortament. També vol prohibir la investigació sobre els fetus humans, i han expressat el seu escepticisme de propostes per liberalitzar les lleis de la biotecnologia a Noruega.
El segon govern de Bondevik va aprovar unes lleis més estrictes sobre biotecnologia, amb el suport del Partit de Centre i del Partit Socialista d'Esquerra, però fou qüestionada el 2004 per un cas d'un infant amb un rar cas de malaltia sanguínia. Pel que fa als drets dels homosexuals, dona suport que les parelles homosexuals puguin viure juntes, però s'oposa al matrimoni homosexual i a l'adopció per homosexuals. Es considera, però, neutral sobre la qüestió dels clergues homosexuals.

## Història
El partit fou fundat com una reacció al creixent secularisme a Noruega en la dècada de 1930. Volia proposar valors culturals i espirituals com a alternativa als valors materials enfocats pels partits polítics. La causa immediata de la seva fundació va ser el fracàs de Nils Lavik, una figura popular en la comunitat religiosa, a ser designat com a candidat del Venstre (Partit Liberal), per a les eleccions legislatives noruegues de 1933. En reacció a això, es va crear el Kristelig Folkeparti amb Lavik com el seu principal candidat a la província de Hordaland. Va aconseguir ser elegit a l'Storting, el Parlament noruec, malgrat que no es presentà als altres comtats. A les següents eleccions de 1936, també es va presentar al comtat de Bergen, i hi va aconseguir un representant. A les eleccions legislatives noruegues de 1945, les primeres eleccions després de l'ocupació de Noruega per l'Alemanya Nazi, el partit es va organitzar arreu de Noruega i va assolir 8 escons.
El 1963 el Krf va formar part d'una coalició de govern de curta durada amb el Høyre (conservadors), el Venstre (liberals) i el Senterpartiet (Partit del Centre). A les eleccions de 1965 aquests quatre partits va obtenir la majoria d'escons a l'Storting i va participar en un govern de coalició entre 1965 i 1971.
El Krf es va oposar a l'adhesió de Noruega a la Comunitat Europea en el referèndum de 1972. Com que va vèncer el No, el govern laborista proeuropeu va dimitir i es va formar un govern de coalició antiCEE entre el Krf, el Venstre i el Senterpartiet. Lars Korvald es va convertir en el primer ministre durant un any, fins a les eleccions de 1973 que donaren novament la victòria als laboristes.
Les eleccions de 1981 deixaren als laboristes sense majoria al Parlament, però les negociacions per un govern de coalició van fracassar a causa de desacords sobre la qüestió de l'avortament. Tanmateix, aquesta qüestió va ser posteriorment deixada de banda, i de 1983 a 1986, i des de 1989 a 1990 el KrF va ser part de coalicions amb el Høyre i el Senterpartiet.
A les eleccions de 1997 va rebre el 13,7% dels vots i va obtenir 25 escons al Parlament. Kjell Magne Bondevik va ocupar el càrrec de Primer Ministre de 1997 a 2000, en coalició amb el Venstre i el Senterpartiet i també entre 2001 i 2005, amb el Venstre i el Høyre. A les eleccions de 2005 el KrF va rebre només el 6,8% dels vots, i el partit va passar a l'oposició.
El 22 de gener de 2019 va arribar a un acord per incorporar-se al govern de coalició d'Erna Solberg del Partit Conservador de Noruega amb el Partit del Progrés i el Partit Liberal, però el 20 de gener de 2020, el Partit del Progrés va anunciar la retirada del govern per la decisió d'acollir la família d'un nen malalt sirià incloent la seva mare, una ciutadana noruega membre d'Estat Islàmic, fins que després de les eleccions legislatives noruegues de 2021 es formà un govern de coalició del Partit Laborista i l'euroescèptic Partit del Centre encapçalat pel laborista Jonas Gahr Støre.

## Resultats electorals
| Any  | Vots    | Vots | Vots | Escons   | Escons | Govern                  | Pos. |
| Any  | #       | %    | ± pp | #        | ±      | Govern                  | Pos. |
| ---- | ------- | ---- | ---- | -------- | ------ | ----------------------- | ---- |
| 1933 | 10,272  | 0.8  | Nou  | 1 / 150  | Nou    | Oposició                | 7è   |
| 1936 | 19,612  | 1.3  | 0.5  | 2 / 150  | 1      | Oposició                | 5è   |
| 1945 | 117,813 | 7.9  | 6.6  | 8 / 150  | 6      | Oposició                | 6è   |
| 1949 | 147,068 | 8.4  | 0.5  | 9 / 150  | 1      | Oposició                | 5è   |
| 1953 | 186,627 | 10.5 | 2.1  | 14 / 150 | 5      | Oposició                | 4t   |
| 1957 | 183,243 | 10.2 | 0.3  | 12 / 150 | 2      | Oposició                | 5è   |
| 1961 | 171,451 | 9.6  | 0.6  | 15 / 150 | 3      | Oposició                | 4t   |
| 1965 | 160,331 | 8.1  | 1.5  | 13 / 150 | 2      | Coalició                | 5è   |
| 1969 | 169,303 | 9.4  | 1.3  | 14 / 150 | 1      | Coalició (1969–71)      | 4t   |
| 1969 | 169,303 | 9.4  | 1.3  | 14 / 150 | 1      | Oposició (1971–72)      | 4t   |
| 1969 | 169,303 | 9.4  | 1.3  | 14 / 150 | 1      | Coalició (1972–73)      | 4t   |
| 1973 | 255,456 | 12.3 | 2.9  | 20 / 155 | 6      | Oposició                | = 4t |
| 1977 | 224,355 | 12.4 | 0.1  | 22 / 155 | 2      | Oposició                | 3r   |
| 1981 | 219,179 | 9.4  | 3.0  | 15 / 155 | 7      | Oposició (1981–83)      | = 3r |
| 1981 | 219,179 | 9.4  | 3.0  | 15 / 155 | 7      | Coalició (1983-85)      | = 3r |
| 1985 | 214,969 | 8.3  | 1.1  | 16 / 157 | 1      | Coalició (1985–86)      | = 3r |
| 1985 | 214,969 | 8.3  | 1.1  | 16 / 157 | 1      | Oposició (1986-89)      | = 3r |
| 1989 | 224,852 | 8.5  | 0.2  | 14 / 165 | 2      | Coalició (1989–90)      | 5è   |
| 1989 | 224,852 | 8.5  | 0.2  | 14 / 165 | 2      | Oposició (1990-93)      | 5è   |
| 1993 | 193,885 | 7.9  | 0.6  | 13 / 165 | 1      | Oposició                | = 5è |
| 1997 | 353,082 | 13.7 | 5.8  | 25 / 165 | 12     | Coalició (1997–00)      | 3r   |
| 1997 | 353,082 | 13.7 | 5.8  | 25 / 165 | 12     | Oposició (2000-01)      | 3r   |
| 2001 | 312,839 | 12.4 | 1.3  | 22 / 165 | 3      | Coalició (2001–05)      | 5è   |
| 2005 | 178,885 | 6.8  | 5.6  | 11 / 169 | 11     | Oposició                | = 5è |
| 2009 | 148,748 | 5.5  | 1.3  | 10 / 169 | 1      | Oposició                | 6è   |
| 2013 | 158,475 | 5.6  | 0.1  | 10 / 169 | =      | Suport extern           | 4t   |
| 2017 | 122,688 | 4.2  | 1.4  | 8 / 169  | 2      | Suport extern (2017–19) | 7è   |
| 2017 | 122,688 | 4.2  | 1.4  | 8 / 169  | 2      | Coalició (2019–20       | 7è   |
| 2017 | 122,688 | 4.2  | 1.4  | 8 / 169  | 2      | Coalició (2020-21)      | 7è   |
| 2021 | 113,344 | 3.8  | 0.4  | 3 / 169  | 5      | Oposició                | 9è   |

## Líders del partit
- Nils Lavik (1938-51)
- Erling Wikborg (1951-55)
- Einar Hareide (1955-67)
- Lars Korvald (1967-75)
- Kåre Kristiansen (1975-77)
- Lars Korvald (1977-79)
- Kåre Kristiansen (1979-83)
- Kjell Magne Bondevik (1983-95)
- Valgerd Svarstad Haugland (1995-2004)
- Dagfinn Høybråten (2004-2011)
- Knut Arild Hareide (des de 2011)